# Limnophila flavissima
Limnophila flavissima är en tvåvingeart som beskrevs av Alexander 1960. Limnophila flavissima ingår i släktet Limnophila och familjen småharkrankar.
Artens utbredningsområde är Madagaskar. Inga underarter finns listade i Catalogue of Life.